# NGC 6112
NGC 6112 is een elliptisch sterrenstelsel in het sterrenbeeld Noorderkroon. Het hemelobject werd op 7 juli 1880 ontdekt door de Franse astronoom Édouard Jean-Marie Stephan.

## Synoniemen
- MCG 6-36-17
- ZWG 196.28
- NPM1G +35.0371
- KUG 1616+352A
- PGC 57762